# Boy Lornsen
Boy Lornsen (né le 7 août 1922 à Keiţum, Sylt, Schleswig-Holstein et mort à Keitum le 26 juillet 1995) est un sculpteur allemand et auteur de littérature de jeunesse à la fois en allemand standard et en bas allemand.